# تسيساريفيتش
تسيساريفيتش ( بالانجليزية :Tsesarevich) ( بالروسية :Цесаре́вич) هو لقب يطلق على وريث العرش في الإمبراطورية الروسية منذ عام 1797.

## الاستخدام
تسيساريفيتش يطلق هذا اللقب على ولي العهد والوريث الشرعي للإمبراطور و كثيرا ما يخلط مع «تساريفيتش» وهو لقب آخر مختلف كان يطلق على أي ابن من أبناء الإمبراطور.